# Пат, Гидеон
Гидеон Пат (ивр. גדעון פת‎; род. 22 февраля 1933, Иерусалим, Подмандатная Палестина — 27 апреля 2020, Савьон, Израиль) — израильский государственный деятель и экономист, занимал ряд министерских постов в конце 1970-х и начале 1980-х годов.

## Биография
Родился в Иерусалиме в период действия британского мандата Лиги наций на территорию Палестины. Затем для получения образования уехал в Соединенные Штаты, окончил экономический факультет Нью-Йоркского университета с присвоением степени бакалавра. Сотрудничал с Нахумом Гольдманом. Служил в составе бригады «Нахаль».
На выборах 1969 года получил 27-е место в списке ГАХАЛ, но не вошел в состав кнессета, поскольку партия получила 26 проходных мест в парламенте. Был избран на дополнительных выборах в январе 1970 года на место умершего Арье Бен-Элиэзера. Сохранил мандат по итогам выборов 1973 и 1977 годов.
В 1977 году был назначен министром жилищного строительства в правительстве Бегина. В январе 1979 года возглавил министерство промышленности, торговли и туризма. После выборов 1981 года министерство было разделено и до 1984 года он о давался на посту министра промышленности и торговли Израиля. 
В 1984—1988 годах — министром науки и развития, в 1988—1992 годах — министр туризма Израиля. 
По результатам выборов 1996 года не был переизбран в состав кнессета. 
После ухода из политики он был назначен президентом и главным исполнительным директором Международного офиса Israel Bonds.
Был женат и воспитал троих детей.